# القاضي المحاملي
الحسين بن إسماعيل بن محمد بن إسماعيل بن سعيد بن أبان الضبي المَحَامليّ ، أبو عبد الله البغدادي (235 هـ - 330 هـ = 849 - 941 م)، قاضٍ، من الفقهاء المكثرين من الحديث. ولي قضاء الكوفة وفارس ستين سنة. ثم استعفى فأعفي، وكان ورعًا محمود السيرة في القضاء. وهو من الأئمة الثقات. صار أسند أهل العراق مع التصدر للإفادة والفتيًا ستين سنة. قال أبو بكر الخطيب: «كان فاضلا دينا، شهد عند القضاة، وله عشرون سنة، وولي قضاء الكوفة ستين سنة».

## أبنائه
- أمة الواحد اسمها سُتَيْتَة ولقبها بنت المَحَامِلِي، وكنيتها أم عبد الواحد، وهيّ فقيهة ومُفتية وعالمة رياضيات ومحدثة من رواة الحديث النبوي.
- القاضي عبد الله بن الحسين المَحَامِلِي.
- المحدث علي بن الحسين المَحَامِلِي.

## روايته للحديث النبوي
- سمع من: أبي حذافة أحمد بن إسماعيل السهمي، صاحب مالك، ومن أبي الأشعث أحمد بن المقدام العجلي صاحب حماد بن زيد، ومن عمرو بن علي الفلاس، وزياد بن أيوب، وأبي هشام الرفاعي، ويعقوب بن الدورقي، ومحمد بن المثنى العنزي، وعبد الأعلى بن واصل، وعبد الرحمن بن يونس الرقي السراج، والحسن بن الصباح البزار، ورجاء بن مرجى الحافظ، وسعيد بن يحيى الأموي، ومحمد بن إسماعيل البخاري، والحسن بن أحمد بن أبي شعيب الحراني، وعمر بن محمد التل، ومحمود بن خداش. وإسحاق بن بهلول، وأبي جعفر محمد بن عبد الله المخرمي، وأبي السائب سلم بن جنادة، ومحمد بن عبد الرحيم صاعقة، والزبير بن بكار، ومحمد بن عثمان بن كرامة، وأحمد بن منصور زاج، والحسن بن عرفة، وإسماعيل بن أبي الحارث، وحميد بن الربيع، والعباس بن يزيد البحراني، ومحمد بن جوان بن شعبة ومحمد بن عبد الملك بن زنجويه، والحسن بن محمد الزعفراني، وإبراهيم بن هانئ النيسابوري وعباس الترقفي، وخلق كثير.[1]
- حدث عنه: دعلج بن أحمد، والطبراني، والدارقطني، وأبو عبد الله بن جميع، وابن شاهين، وإبراهيم بن عبد الله بن خرشيد قولة، وابن الصلت الأهوازي، وأبو محمد بن البيع، وأبو عمر بن مهدي وخلق.[1]
- الجرح والتعديل: الحسين بن محمد الشاهد: «كان به عالما قديم الصحبة له فأثنى عليه بأحسن الثناء». قال الخطيب البغدادي: «فاضل صادق دين». قال الذهبي: «محدث ثقة».[4]

## مؤلفاته
له من الكتب:
- السنن في الفقه.
- كتاب صلاة العيدين.
- كتاب الدعاء.
- كتاب الأجزاء المحامليات. ويقال لها «أمالي المحاملي» في الحديث، ستة عشر جزءًا.

## وفاته
أملى المحاملي مجلساً في 12 ربيع الآخر 330 هـ، ثم مرض وتوفي بعد 11 يوماً في 23 ربيع الآخر.